# デオン・ヘミングス
デオン・ヘミングス (Deon Hemmings、1968年9月10日 - )は、ジャマイカ出身の元陸上競技選手。1996年アトランタオリンピックの女子400mハードルで金メダルを獲得。ジャマイカの女性として初めて金メダリストとなった。また、2000年シドニーオリンピックでは、400mハードルと4×400mリレーの2種目で銀メダルを獲得している。

## 自己ベスト
- 100m　　11秒58　（1997年5月31日）
- 200m　　22秒64　（1998年5月2日）
- 400m　　50秒63　（1995年6月24日）
- 400mH　52秒82　（1996年7月31日）

## 主な実績
| 年   | 大会                     | 場所                             | 種目         | 結果 | 記録   |
| ---- | ------------------------ | -------------------------------- | ------------ | ---- | ------ |
| 1991 | パンアメリカンゲームズ   | ハバナ(キューバ)                 | 400mハードル | 銀   | 57秒54 |
| 1992 | オリンピック             | バルセロナ(スペイン)             | 400mハードル | 7位  | 55秒58 |
| 1994 | コモンウェルスゲームズ   | ビクトリア(カナダ)               | 400mハードル | 銀   | 55秒11 |
| 1995 | 世界陸上選手権           | イェーテボリ(スウェーデン)       | 400mハードル | 銅   | 53秒48 |
| 1995 | IAAFグランプリファイナル | モンテカルロ(モナコ)             | 400mハードル | 3位  | 54秒20 |
| 1996 | オリンピック             | アトランタ(アメリカ合衆国)       | 400mハードル | 金   | 52秒82 |
| 1997 | 世界陸上選手権           | アテネ(ギリシャ)                 | 400mハードル | 銀   | 53秒09 |
| 1997 | IAAFグランプリファイナル | 福岡(日本)                       | 400mハードル | 2位  | 53秒98 |
| 1998 | IAAF陸上ワールドカップ   | ヨハネスブルグ(南アフリカ共和国) | 400mハードル | 2位  | 53秒03 |
| 1999 | 世界陸上選手権           | セビリア(スペイン)               | 400mハードル | 銅   | 53秒16 |
| 1999 | IAAFグランプリファイナル | ミュンヘン(ドイツ)               | 400mハードル | 1位  | 53秒41 |
| 2000 | オリンピック             | シドニー(オーストラリア)         | 400mハードル | 銀   | 53秒45 |